# Bredegade (Aalborg)
Bredegade er en 120 meter lang gågade i Aalborg. Gaden var en del af byens Algade i begyndelsen af 1000-tallet. Selve navnet Bredegade nævnes i 1682 og har været brugt siden om strækningen. 
I vest fortsættes Bredegade af Algade og mod øst fortsættes Bredegade af Nørregade. Begge gader var en del af den historiske Algade, i dag fungerer de som gågade, ligesom en stor del af Algade. En række udvalgsvarebutikker ligger i Bredegade.
Fra Bredegade er der også forbindelse til gågaden Slotsgade.